# Magma (Amara Aquilla)
Magma (Amara Olivians, conocida como Alison Crestmere) es una superheroína ficticia que aparece en los cómics estadounidenses publicados por Marvel Comics. El personaje fue cocreado por Chris Claremont, John Buscema, Glynis Wein y Bob McLeod. Aparece por primera vez en la serie New Mutants Vol. 1 #8 en octubre de 1983. Está asociada con varios cómics relacionados con X-Men. Amara es una mutante con el poder de generar lava, ella al igual que todos los demás Nuevos Mutantes, apareció originalmente como una joven mutante que aspiraba a convertirse en un héroe y se une a los Nuevos Mutantes haciéndose llamar Magma.

## Biografía ficticia

### Origen
Magma (Amara Juliana Olivians Aquilla) es oriundo del país ficticio de Nova Roma (Nueva Roma), una colonia de la República Romana fundada poco después de la muerte de Julio César en el 44 a. C. La colonia está escondido en la selva amazónica del actual Brasil, y fue gobernado hasta hace poco por la bruja inmortal, Selene. Amara es la hija de Lucio Antonio Aquilla. Él era probablemente un miembro de la histórica dinastía Antonia, que se decía descendiente de Anton, hijo de Hércules.
Atrapado en una lucha de poder entre Selene y su padre, Amara se disfraza como una indígena brasileña y se encuentra con los Nuevos Mutantes. Amara descubre sus poderes cuando Selene la tira a una piscina de lava de sacrificios humanos durante un violento conflicto. Amara re-emerge con poderes sobrehumanos, exigiendo venganza, y se enfrenta a Selene. Ante la insistencia de su padre, ella se va Nova Roma, en compañía de los Nuevos Mutantes, para ser enseñada por Charles Xavier.

### Nuevos Mutantes
Magma entra oficialmente en la escuela de Xavier y se une a los Nuevos Mutantes. Ella invade la sede del Club Fuego Infernal en Nueva York y combate a Selene.
Magma y los Nuevos Mutantes, se enfrentan con Emma Frost y sus Hellions en múltiples ocasiones. A pesar de la crueldad mostrada por el Hellion Émpata (Manuel Alfonso Rodrigo de La Rocha), Magma desarrolla una atracción hacia él. Ella lo reconoce y se angustia por sus sentimientos.
Magma se ve envuelto en un plan de venganza contra los X-Men por el asgardiano Dios Loki y la Enchantress. Todo el equipo es secuestrado durante sus vacaciones y llevado al Asgard. El hechizo de teletransporte creado por su compañera de equipo, Magik, se estropea cuando se bloquea por el propio poder de la Enchantress. Lanzada a través del tiempo y el espacio, Magma termina en el reino de elfos. Los elfos restauran la mente de Magma, pero no pueden restaurar su cuerpo. Afortunadamente, esto se convierte en irrelevante cuando el plan de Loki se frustra y el equipo es enviado de vuelta a casa.

### Hellions
Poco después, Magma reconoce a su abuela, en una estatua que representa a la antigua deidad lunar Selene. Selene se acerca a ella para reclamarle haber sido la modelo de la estatua y por lo tanto, su antepasado. Poco después, Magma deja a los Nuevos Mutantes y se une a los Hellions.
Ella entrena con los Hellions y vuelve a América del Sur con Émpata. Más tarde, ella confiesa a los Nuevos Mutantes que su padre arregló su matrimonio con un príncipe de América del Sur. Ella es capturada por el Alto Evolucionario, pero es rescatado por los Nuevos Mutantes. Algún tiempo después, se encuentra con Hércules, que es uno de los dioses que adoraba desde niña.
Más tarde, se reveló que al parecer, Nova Roma no es de origen romano, sino que fue creada por Selene. El nombre real de que Magma es Allison Crestmere. Bajo la influencia de esta situación, ella reaparece brevemente como miembro de los Nuevos Hellions y combate a sus excompañeros Nuevos Mutantes, ahora llamados Fuerza-X.

### Instituto Xavier
Más tarde, ella es una de los mutantes que aparecen crucificado en el jardín de la Mansión X. Ella es salvada por una transfusión de la sangre curativa de Arcángel, pero ella cae en un coma profundo. Ella es reanimada por Elixir y Hellion, en contra de los deseos del Profesor X, quien cree que reactivarla por la fuerza, resultaría excepcionalmente traumático a su mente. Ella destruye accidentalmente la enfermería y huye.
Magma llega a Los Ángeles y se encuentra con Bala de Cañón, que se había unido a un equipo de X-Men. Ella ayuda a este equipo por un tiempo, y es cuando se revela que la curación de Elixir, le había quitado la personalidad de "Allison", otro engaño más de Selene.
Amara regresa a la escuela por un tiempo. Cuando su amiga Wolfsbane tuvo que abandonar su lugar como profesora, Magma se hace cargo del escuadrón de los Paragones.

### 198
Debido a los acontecimientos de Dinastía de M, y la decimación de los mutantes, Magma pierde a su novio, Émpata, mientras que los dos están explorando el interior de un volcán en el momento exacto en que los mutantes quedan sin poderes. La muerte de su novio la conduce a la locura lo que la hizo provocar la erupción de un volcán y atacar a un pueblo cercano. Ella es aprehendida por el sobreviviente Émpata, y llevada al Instituto Xavier, donde comparte una tienda de campaña con Skids y Outlaw. Ella también está siendo manipulado emocionalmente por el mutante Johnny Dee, que está enamorado de ella. Debido a la experiencia previa de estar emocionalmente controlada, ella erróneamente atribuye a Émpata sus problemas, que niega las acusaciones.
Junto con el ex Nuevos Mutantes, Danielle Moonstar, Bala de Cañón y Sunspot, Magma es manipulada por el cyborg Donald Pierce, quien los lleva a enfrentarse con los Jóvenes X-Men bajo la apariencia de la Hermandad de mutantes diabólicos.

### Regreso de los Nuevos Mutantes
Más tarde, Amara se encuentra de visita con Émpata en su celda, cuando es llamada por Bala de Cañón. El la invita a una nueva encarnación de los Nuevos Mutantes, encargada de liberar a Karma y Moonstar de Legion en Colorado. Magik le dice a Magma que le ayudará a curar a Émpata, a quien ella todavía ama.
Más tarde, Magma auxilia al x-man Coloso a combatir a Venom, durante el combate entre los X-Men y los Vengadores Oscuros.
Más tarde, Magma es atacada por Selene, que quiere verla muerta. Selene envía a Cypher, excompañero de equipo de Magma, para matarla. Pero Magma es rescatada por los Nuevos Mutantes. Durante la pelea, los Hellions fallecidos aparecen para reclamar Doug. Más tarde, Dr. Nemesis inyecta a Amara con un suero que activa sus poderes y la cura de la mayoría de sus heridas.

## Poderes
Magma es una mutante con poderes de energía geotérmica. Estos le conceden la posibilidad de controlar el movimiento de la tierra y las placas tectónicas, incluso hasta el punto de provocar movimientos sísmicos. También puede llamar a la roca fundida desde el núcleo de la Tierra, y hasta producir pequeños volcanes. Al utilizar sus poderes, Magma normalmente asume una forma de energía que emite luz y calor intenso. También puede crear esferas de una sustancia similar al fuego y usarlos como proyectiles o una fuente de luz. 

## Otras versiones

### Era de Apocalipsis
Magma es una asesina a las órdenes de Apocalipsis. Ella es enviada a matar a Wolverine.

## En otros medios

### Televisión
- Amara Aquilla/Magma aparece en  X-Men: Evolution, con la voz de Alexandra Carter.[25]Esta versión es una adolescente afro-brasileña y miembro del equipo junior de X-Men, los Nuevos Mutantes, que vive en el Instituto Xavier, no muestra ninguna conexión aparente con Nova Roma, una fuerte amistad con Tabitha Smith, y una relación incipiente con Sam Guthrie. En un episodio especial que ofrece un viaje de vacaciones a las Bahamas enfocado particularmente en Magma; durante el viaje, se enfatiza claramente a Magma formando un vínculo con los volcanes.

- Magma también apareció en Wolverine and the X-Men, con la voz de Kari Wahlgren.[26]Esta versión es una adolescente brasileña blanca cuyos poderes están ligados a su estrés y miedo. En el episodio "Thieves Gambit", es perseguida por el MRD, como parte del plan del Senador Kelly de tener una escena de "un mutante poniendo al público en peligro". Wolverine coloca un collar de amortiguación de poder creado por Forge alrededor de ella para salvarla. Más tarde, se lo devuelve cuando se embarca en un avión enviado para recogerla.[27]

### Cine
- Magma nunca ha tenido una aparición como personaje en el cine, aunque hay una referencia a ella en la película X-Men 2. Cuando Mystique se infiltra en el gobierno y revisa la computadora de William Stryker para buscar información sobre la prisión en donde estaba encerrado Magneto, aparece una lista con los nombres de varios mutantes incluyendo el nombre de “Aquilla, Amara”.[28]

### Videojuegos
- Magma, con la voz de Cree Summer, es la protagonista del videojuego X-Men Legends. Ella es un nuevo miembro de la escuela de Xavier en la historia del juego y está representada como una niña estadounidense con el nombre de Alison Crestmere. Fue vista por primera vez cuando fue arrastrada por un soldado que trabaja para la Organización de Investigación y Seguridad Genética cuando Mystique y Blob de la Hermandad de Mutantes llegaron para reclamarla. Wolverine y Cyclops la salvaron y la llevaron a la Mansión X, donde rápidamente se convirtió en estudiante. Más adelante en el juego, el profesor Xavier le ofreció (y ella aceptó) un lugar como el miembro más nuevo del equipo X-Men. Más tarde fue revelado en el asteroide M por Mystique que ella era su plan de respaldo para alimentar el Gravitron en caso de que la Hermandad no pudiera rescatar a Magneto. Aunque inicialmente no se puede usar en misiones, se convierte en un miembro prominente del equipo y una clave vital para la victoria.